# Lista kakapo
Każde znane badaczom kakapo zostało nazwane imieniem w ramach programu: Kakapo Recovery Plan (z ang. Plan Przywrócenia Kakapo). Wiele starszych ptaków zostało nazwanych imionami angielskimi, ale większość niedawno nazwanych otrzymało imiona w języku maoryskim. Niektóre kakapo – np. Richard Henry, czy Arab zostały nazwane, tak jak ludzie, którzy współpracują z programem Kakapo Recovery Plan i dokładają starań, aby te ptaki przeżyły na wolności.

## Zmiany w liczebności populacji
Po udanym sezonie lęgowym w roku 2002, populacja pozostała na poziomie 86 osobników do 2004, kiedy trzy dwuletnie samice kakapo padły z powodu róży. W sezonie lęgowym w 2004 przeżyły cztery pisklęta. Jeden samiec kakapo padł w zimie 2005 roku, doprowadzając populację do 86 osobników. W kwietniu 2008 populacja kakapo wzrosła do 93 ptaków – po wykluciu się 7 piskląt. Następnie spadła do 92 po śmierci Billa. Jedno z siedmiu piskląt z sezonu lęgowego 2008 padło kilka dni po wykluciu, co dało łączną liczbę 91 osobników. 28 października padł samiec o imieniu Lee, co obniżyło liczebność kakapo do 90 osobników. Cztery pisklęta wyklute w 2008 roku zostały nazwane, jednak dwa nadal czekają na oficjalne imiona. W lutym 2009 roku został ponownie odkryty samiec Rangi, po spędzeniu 21 lat w ukryciu na Codfish Island. Kolejny dobry sezon rozrodczy miał miejsce w 2009, kiedy populacja kakapo powiększyła się o 33 pisklęta (20 samców i 13 samic, które jeszcze nie mają imion) i w sumie liczyła 125 ptaków.  W sierpniu 2022 roku populacja wynosiła 252 osobników, a w 2024 - 244 osobniki. 

## Żyjące kakapo (2010 r.)

### Samice
- Alice (rok schwytania: 1981. Jest matką: Manu (♂) '97 ; Ala (♂), Pearl (♀) '02)
- Aparima (rok wyklucia: 2002. Matka: Wendy, Ojciec: Felix. Jest matką pisklęcia z sezonu 2008)
- Aranga (rok wyklucia: 1999. Matka: Lisa; Ojciec: Ox)
- Bella (rok schwytania: 1982)
- Boomer (rok wyklucia 1999. Matka: Zephyr; Ojciec: Felix)
- Cyndy (rok schwytania: 1987. Jest matką: Hortona (♂) '02 oraz trzech piskląt z sezonu 2008)
- Ellie (rok wyklucia: 1999. Matka: Lisa; Ojciec: Ox)
- Esperance (rok wyklucia: 2003. Matka: Flossie; Ojciec: Bill)
- Flossie (rok schwytania: 1982. Jest matką: Kui (♀), Gullivera (♂), Sinbada (♂) '98; Rakiury (♀), Esperance (♀) '01; Yasemin(♀), Pury (♀) '05)
- Fuchsia (rok schwytania: 1991. Jest matką: Konini (♀) '02)
- Hananui (rok wyklucia: 2002. Matka: Lisa)
- Hauturu (rok wyklucia: 1999. Matka: Lisa; Ojciec: Ox)
- Heather (rok wyklucia: 1981. Jest matką: Palmer-sana (♂), Robbiego (♂) '02)
- Hine taumai (rok wyklucia: 2002. Matka: Wendy, Ojciec: Felix)
- Hoki (rok wyklucia: 1992. Matka: Zephyr, Ojciec: Felix. Wychowana przez człowieka; jest tematem książki pt.: Hoki: The story of a kakapo napisanej przez swojego opiekunów – Gideona Climo i Alison Ballance)
- Jane (rok schwytania: 1989)
- Jean (rok schwytania: 1981. Matka: Blake'a (♂), Kuihi (♀), Te Kingi (♂) '02)
- JEM (rok wyklucia: 2008)[8]
- Konini (rok wyklucia: 2002. Matka: Fuchsia)
- Kuia (rok wyklucia: 1998. Matka: Flossie; Ojciec: Richard Henry)
- Kuihi (rok wyklucia 2002. Matka: Jean)
- Lisa (rok schwytania: sierpień 1982. Zniosła 3 bezpłodne jaja w 2002. W sezonie lęgowym 2008 była matką pisklęcia, które padło kilka dni później. Jest matką: Ellie (♀), Hauturu (♀), Arangi (♀) '99)
- Maggie (rok schwytania: marzec 1980. Druga samica schwytana na Wyspie Stewart)
- Marama (rok wyklucia: 2002. Matka: Margaret-Maree)
- Margaret-Maree "Marmar" (rok schwytania: 1986. Jest matką: Maramy (♀), Mili (♀), Monoi (♀) '02; Kumiego (♂) '05)
- Mila (rok wyklucia: 2002. Matka: Margaret-Maree)
- Moana (rok wyklucia: 2002. Matka: Margaret-Maree)
- Nora (rok schwytania: 1981. Jest matką: Zephyr (♀) '81)
- Pearl (rok wyklucia: 2002. Matka: Alice)
- Pounamu (rok wyklucia: 2005. Matka: Sara. Była atakowana w październiku przez samca Dota, spędziła dwa tygodnie w klinice)
- Pura (rok wyklucia: 2005. Matka: Flossie)
- Rakiura (rok wyklucia: 2002. Matka: Flossie; Ojciec: Bill. Matka trzech piskląt z sezonu 2008)
- Ruth (rok schwytania: 1991. Ślepa na jedno oko. Jest matką: Doca (♂) '02)
- Sandra (Jest matką Morehu (♂) '99)
- Sara (Jest matką: Arikiego (♂) '02; Pounamu (♀) '05)
- Solstice (Została schwytana: 21.06.1997; ostatni ptak schwytany na Wyspie Stewart)
- Sue (rok schwytania: 1983. Jest matką: Takatimu (♂) '02 i jednego z piskląt sezonu 2008)
- Suzanne
- Toitiiti (rok wyklucia: 2008)[8]
- Tumeke (rok wyklucia: 2002. Matka: Wendy, Ojciec: Felix)
- Weheruatanga o te po (rok wyklucia: 2008)[8]
- Wendy (rok schwytania: 1982. Jest matką jednego z dwóch ptaków z sezonu lęgowego 1991 oraz Aparimy (♀), Hine Taumai (♀) i Tumeke  (♀) '02)
- Yasmin (rok wyklucia: 2005. Matka: Flossie)
- Zephyr (rok wyklucia: 1981. Matka: Nora. Jest matką: Hoki (♀) '92, Sirocco (♂), Tiwai (♂) '97 i Trevora (♂) '99)

### Samce

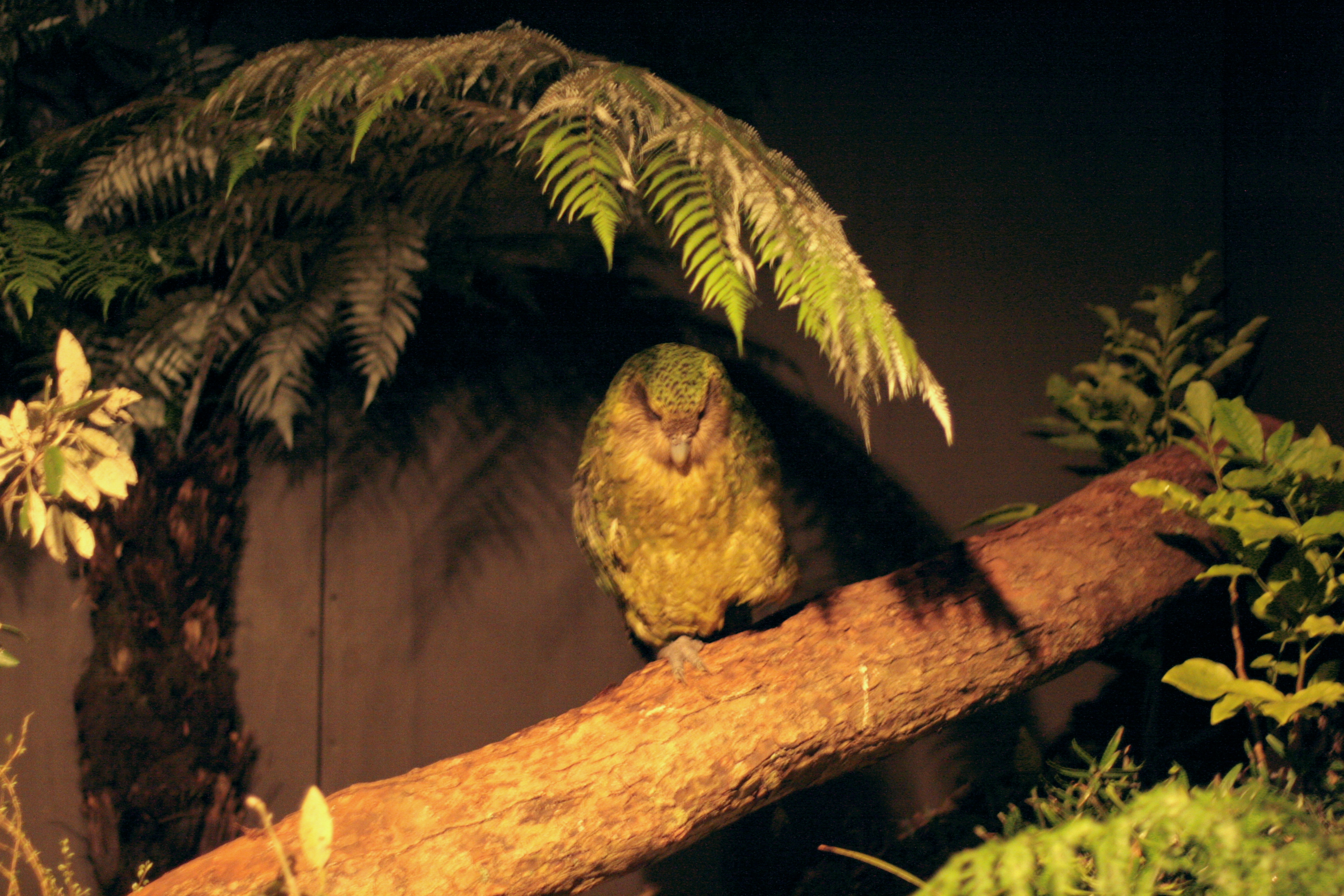
Sirocco w Auckland Zoo (wrzesień 2009)

- Al (rok wyklucia: 2002. Matka: Alice)
- Arab (rok schwytania: 1980)
- Ariki (rok wyklucia: 2002. Matka: Sara)
- Barnard (rok schwytania: 1982)
- Basil
- Ben
- Blades
- Blake (rok wyklucia: 2002. Matka: Jean)
- Bonus
- Boss
- Dobbie (rok wyklucia: 1991)
- Doc (rok wyklucia: 2002. Matka: Ruth)
- Elwin (Imię nieoficjalne; Rok wyklucia: 2008. Matka: Cyndy; Ojciec: Bill)[8]
- Felix (rok schwytania: 1989. Jest ojcem: Hoki (♀) '92, Tiwai (♂) '97, Sirocco (♂) '97, Manu (♂) '97, Boomer (♀) '99, Morehu (♂) '99, Trevor (♂) '99, Hine Taumani (♀) '02, Aparima (♀) '02, Tumeke (♀) '02)
- Gulliver (rok wyklucia: 1998. Matka: Flossie; Ojciec: Richard Henry)
- Gumboots (rok schwytania: 1988)
- Horton (rok wyklucia: 2002. Matka: Cyndy)
- Jester (rok wyklucia: 2008)[8]
- Jimmy (Ojciec JEM (2008))
- Joe
- Kumi (rok wyklucia: 2005. Matka: Magaret-Maree)
- Lionel (rok schwytania: 1981)
- Luke
- Manu (rok wyklucia: 1997. Matka: Alice; Ojciec: Felix)
- Merty
- Merv
- Morehu (rok wyklucia: 1999. Matka: Sandra; żyje na Wyspie Anchor)
- Nog
- Ox (Jest ojcem: Arangi (♀), Elli (♀), Hauturu (♀) '99)
- Palmer-san (rok wyklucia: 2002. Matka: Heather)
- Piripi
- Ralph (rok schwytania: 1987)
- Rangi (rok schwytania: 1987. Odkryty na nowo w lutym 2009, po 21 latach ukrywania się na Codfish Island)[9]
- Richard Henry (Data schwytania: 12.03.1975 Ostatni ptak z South Island; schwytany w Parku Narodowym Fiordland, skąd został przeniesiony na Wyspie Maud. Jest najdłużej żyjącym znanym ptakiem kakapo – ma co najmniej 40 lat. Nazwany tak na cześć Richarda Henry'ego – nowozelandzkiego działacza na rzecz ochrony kakapo[13]. Jest ojcem: Gullivera (♂), Kui (♀) i Sinbada (♂) '98)
- Robbie (rok wyklucia: 2002. Matka: Heather)
- Rooster (Imię nieoficjalne; Rok wyklucia: 2008)[8]
- Sinbad (rok wyklucia: 1998. Matka: Flossie; Ojciec: Richard Henry)
- Sirocco (rok wyklucia: 1997. Matka: Zephyr; Ojciec: Felix; Wychowany przez człowieka, prawdopodobnie bezpłodny)
- Smoko (rok schwytania: 1991)
- Stumpy (rok wyklucia: 1991)
- Takitimu (rok wyklucia: 2002. Matka: Sue)
- Te Kingi (rok wyklucia: 2002. Matka: Jean)
- Tiwai (rok wyklucia: 1997. Matka: Zephyr; Ojciec: Felix)
- Trevor (rok wyklucia: 1999. Matka: Zephyr; Ojciec: Felix)
- Waynebo
- Whiskas (rok schwytania: 1989)
- 20 nienazwanych (2009)

## Niedawno padłe

### Samice
- John-Girl (padła: wrzesień, 1991. Matka jednego z dwóch piskląt, które przyszły na świat w 1991)
- Aroha (Matka: Sue; Rok wyklucia: 2002; padła: lipiec 2004)
- Aurora (Matka: Zephyr; Rok wyklucia: 2002; padła: lipiec 2004)
- Vollie (Matka: Ruth; Rok wyklucia: 2002; padła: lipiec 2004)
- Fuchsia (rok schwytania: 1991. Jest matką: Konini (♀) '02; padła: maj 2013)

### Samce
- Gerry (padł: 1991)
- Pegasus (padł: 1993)
- Rob (padł: luty 1994)
- Ken (schwytany: 1988; padł: lipiec 1998)
- Gunner (padł: zima 2005)
- Bill (padł: marzec 2008[6], odkryty w 1982, ojciec Rakiury (♀)[6])
- Mokopuna (padł: kwiecień 2008[7], jedno z siedmiu piskląt, które wykluły się w sezonie lęgowym 2008)
- Lee (padł: 28 października, 2008[8])
- Sass (padł: 24 lutego 2010, po wielomiesięcznej  chorobie nerek)[14]
- Rooster (Imię nieoficjalne; Rok wyklucia: 2008; padł: luty 2012)[8]
- Barnard (rok schwytania: 1982; padł: sierpień 2012)